# لنغني تحت المطر (فلم)
لنغني تحت المطر (بالإنجليزية: Singin' in the Rain) هو فيلم كوميدي رومانسي موسيقي أمريكي صدر سنة 1952.

## القصة
تدور أحداث الفيلم في عام 1927 حول كل من «دون لوكورد» و«لينا» اللذان يعتبران أهم ثنائي رومانسي على الشاشة وقد عمل «دون» جاهدا للوصول إلى ما وصل إليه اليوم مع شريكه السابق «كوسمو» ولكن عندما تحول فيلم «دون» و«لينا» إلى فيلم موسيقي، وجد أن «دون» يمتلك صوت مثالي لتأدية الأغاني بالفيلم بينما «لينا» على الرغم من الجهود التي تم بذلها والتدريبات المستمرة، قررت عمل دبلجة على صوتها وقد تم استدعاء ممثلة بديلة تسمى «كاثي سيلدن» للقيام بالدبلجة ويقع «دون» في حبها.

## روابط خارجية
- مقالات تستعمل روابط فنية بلا صلة مع ويكي بيانات